# پیدیمونته اتنئو
پیدیمونته اتنئو (به ایتالیایی: Piedimonte Etneo) یک کومونه در ایتالیا است که در استان کاتانیا واقع شده‌است. پیدیمونته اتنئو ۲۶٫۵ کیلومتر مربع مساحت و ۳٬۷۸۰ نفر جمعیت دارد و ۳۴۸ متر بالاتر از سطح دریا واقع شده‌است.